# Titanio alticolalis
Titanio alticolalis là một loài bướm đêm trong họ Crambidae.